# 론드리나 EC
론드리나 이스포르치 클루비는 짧게 론드리나로 불리는 브라질의 축구단으로 파라나 주의 론드리나를 연고로 한다 현재 캄페오나투 브라질레이루 세리에 C에 참가하고 있다.

## 선수 명단

### 현역
참고: FIFA 자격 규정에 따라 소속된 국가대표팀 국기를 표시합니다. 선수는 복수의 FIFA 비회원국 국적을 가지고 있을 수 있습니다.
| 번호 | 포지션 | 국적       | 이름            |
| ---- | ------ | ---------- | --------------- |
| -    | DF     | 나이지리아 | 사무엘 오티     |
| -    | DF     |            | 아르투르 시우바 |
| -    | MF     |            | 마우로 브라보   |

| 번호 | 포지션 | 국적 | 이름 |
| ---- | ------ | ---- | ---- |

## 역대 감독
| 감독                     | 임기 |
| ------------------------ | ---- |
| 아지우송 지아스 바치스타 | 2022 |